# Трансцендентальное
Трансцендента́льное (от лат. transcendens — выходящий за пределы) — выходящее за пределы чувственного опыта. Это понятие имеет долгую историю и употребляется в разном смысле разными философами. Наиболее распространено то значение, которое ему придал И. Кант. Он описывал этим словом то, что предшествует чувственному опыту и делает опыт возможным (например, пространство и время). Однако то, что принципиально недоступно опытному познанию (Бог, бессмертие души и т. п.), не считается, по Канту, трансцендентальным. Вне воззрений Канта это слово употреблялось для обозначения предельно общих философских категорий бытия, таких как сущее, единое, истинное, благое и т. д..
Русское слово является практической транскрипцией лат. transcendens (возможно, через посредничество нем. transzendental). Это латинское прилагательное образовано в средневековой латыни от причастия transcendens (родительный падеж transcendentis) — «перешагивающий», «выходящий за пределы», в философии термин «трансцендентный» образован от глагола transcendo — «переступаю», «перешагиваю».

## Трансцендентальное и трансцендентное
Термины «трансцендентальное» и «трансцендентное» были чётко разграничены Кантом. До него они употреблялись философами как синонимы. Иногда и после Канта эти термины использовались взаимозаменяемо. 
Кант описывает как трансцендентальное такое познание, которое возможно до опыта — априори. Оно противопоставляется трансцендентному — это познание, которое невозможно даже до опыта, например, Бог, бессмертие души и т. п.; которое принципиально недоступно для рассудочного познания, а может быть лишь предметом веры. Трансцендентальное же находится за пределами опыта в том смысле, что предшествует ему; оно имеет целью сделать возможным опытное познание.
В частности, Кант сформулировал «трансцендентальную эстетику» (так называется раздел его книги «Критика чистого разума»), к области исследования которой он отнёс «априорные формы чувственности» — пространство и время. В этом контексте он определил пространство как «только форма всех явлений внешних чувств», а время — «непосредственное условие внутренних явлений (нашей души) и тем самым косвенное также условие внешних явлений». Пространство и время относятся к области трансцендентального, так как характеризуют не столько мир, сколько нашу способность воспринимать мир.
Трансцендентальное познание, по Канту, противопоставляется эмпирическому или, скорее, дополняет его.
Бертран Рассел сравнивал трансцендентальное с призмой, посредством которой мы смотрим на мир. Отсюда все трансцендентальное, в отличие от трансцендентного, имманентно нашему сознанию и находится у нас «в голове», однако оно не подлежит наблюдению. 

## В средневековой философии
В схоластике своеобразным прототипом и первым употреблением слова «трансцендентальное» были трансценденталии (лат. transcendentalia) — предельно общие, философские категории, посредством которых определялось все сущее. Трансценденталии — это разновидность универсалий. Так Фома Аквинский выделил 6 трансценденталий: сущее, единое, истинное, благое, вещь и нечто. В философии Дунса Скотта трансценденталии также являлись синонимами философских категорий.

## У Канта
В философии И. Канта трансцендентальными называются априорные формы познания, которые обусловливают и определяют возможность всякого опыта и организовывают наше познание. Трансцендентальными формами чувственности являются пространство и время, трансцендентальными формами рассудка — категории (субстанция, причинность и др.), трансцендентальными формами разума — регулятивные идеи чистого разума (идеи Бога, души, мира как целого). Трансцендентальное (априорное) противостоит, с одной стороны, эмпирическому (опытному, апостериорному), которое оно оформляет, а с другой стороны, — трансцендентному — выходящему за пределы опыта, вещам в себе. Соответственно, субъекту познания присуще трансцендентальное единство апперцепции. К области трансцендентальной диалектики Кант относит неразрешимые[прояснить] вечные[прояснить] философские вопросы о начале мира, Боге и нашей свободе.

Трансцендентальное познание, по Канту, — это познание априорных условий возможного опыта. Именно оно является задачей трансцендентальной философии: 
Я называю трансцендентальным всякое познание, занимающееся не столько предметами, сколько видами нашего познания предметов, поскольку это познание должно быть возможным a priori. Система таких понятий называлась бы трансцендентальной философией.

## После Канта
После Канта слово «трансцендентальное» приобрело необычайную популярность. Гуссерль говорил о трансцендентальной редукции, а Деррида о трансцендентальном означаемом.
В XIX веке понятие «трансцендентальное» подхватили американские романтики-трансценденталисты, которые понимали под этим словом нечто изначальное, неиспорченное, девственное и близкое к природе. Словосочетание "трансцендентальный негодяй" употребляет Чернышевский в романе "Что делать?" (1863), где трансцендентальный означает крайнюю степень. 
У архиепископа Луки (Войно-Ясенецкого) в работе «Дух, душа, тело» под трансцендентальным подразумеваются духовные способности человека, которые являются скрытыми и находятся у него на уровне подсознания. Также Войно-Ясенецкий прилагает эпитет «трансцендентальный» к духовному, умопостигаемому миру.

## Связанные термины
- Трансценденция
- Трансцендентальная аналитика
- Трансцендентальная апперцепция
- Трансцендентальная диалектика
- Трансцендентальная логика
- Трансцендентальная медитация
- Трансцендентальная иллюзия
- Трансцендентальная семиотика
- Трансцендентальная социология
- Трансцендентальная феноменология
- Трансцендентальная философия (трансцендентально-критическая философия)
- Трансцендентальная эстетика
- Трансцендентальное воображение (трансцендентальный синтез способности воображения, трансцендентальная способность воображения, творческое воображение)
- Трансцендентальное единство апперцепции
- Трансцендентальное означаемое
- Трансцендентальный идеализм
- Трансцендентальный монизм
- Трансцендентальный субъект
- Трансцендентальный эмпиризм

## Организации и сочинения
- «Общество трансцендентальной медитации»
- «Трансцендентальный клуб»
- «Система трансцендентального идеализма»